# César Vaioli
César Eduardo Vaioli (nacido el 26 de abril de 1969) es un entrenador de fútbol argentino y exfutbolista que jugaba como defensa. Actualmente es el director técnico del club peruano Los Chankas.

## Trayectoria
Vaioli trabajó como preparador físico en San Martín de San Juan, Aldosivi, Atlanta, Tiro Federal en su país natal, Guabirá y Bolívar en Bolivia, Universidad Católica de Ecuador, Emelec, Barcelona, Deportivo Quito y LDU Loja en Ecuador, Juan Aurich, Coronel Bolognesi y Binacional en Perú, Deportivo Cali, Atlético Junior y Deportes Tolima en Colombia, O'Higgins en Chile y Platense en Honduras.
Vaioli también tuvo roles como director técnico durante su carrera, siendo su primer club el es en 2014. También dirigió en varias ocasiones al Los Andes, y fue entrenador interino del Binacional en dos ocasiones durante 2021.
El 8 de abril de 2022, Vaioli fue nombrado entrenador del General Rojo UD, pero asumió en Defensores de Belgrano (club donde ya había jugado) el 27 de junio. El 11 de mayo de 2023, dejó el club.
Tras dejar Defensores, Vaioli regresó a Binacional como preparador físico, pero asumió como director técnico del club el 5 de agosto de 2023, reemplazando a su compatriota Juan Manuel Azconzábal.